# 华鲮四极虫
华鲮四极虫（学名：Chloromyxum sinilabi）为四极科四极虫属的动物。在中国，分布于贵州等，营寄生生活，寄生在华鲮的胆囊。